# Společenská zahrada v Krči
Společenská zahrada v Krči je zaniklá botanická zahrada v Praze-Krči, která se rozkládala mezi ulicemi Vídeňská, U Krčského nádraží a U Společenské zahrady.

## Historie
„Při cestě od nádraží k silnici v č. 86 jest veliká zahrada České společnosti pro zvelebování zahradnictví sem přenesená po zrušení zahrady v Slupích – II. V čele společnosti, r. 1845 založené, byl postaven znamenitý zahradník Josef Fiala (1817 – 1884), jenž odchoval mnoho dobrých zahradníkův.“
Společnost pro zvelebování zahradnictví vznikla v Bredovského ulici v Praze. Roku 1845 se přestěhovala do lokality Na Slupi, kde byla otevřena pro členy, cizince a o výstavách pro veřejnost. V roce 1868 zde měla 9 skleníků a další, velký výstavní skleník vybudovala v roce 1882. V roce 1894 prodala areál pro výstavbu univerzitního kampusu a univerzitní botanické zahrady a přestěhovala se do Krče. Po skončení druhé světové války byla společnost rozpuštěna.
V areálu v Krči od roku 1923 sídlila Dívčí zahradnická škola s dvouletým studiem, obor zahradnicko-hospodyňský. Kromě běžných předmětů zde dívky studovaly botaniku, květinářství, zelinářství, ovocnictví, praktické měřictví nebo bakteriologii. Na pozemku o rozloze cca 8 hektarů stála budova školy a hospodářské stavby, např. konírna, dva chlévy pro prasata, stodola či velké dřevěné skladiště na nářadí. Ve školní budově bydlel zahradník pan Fasseten, který pečoval o zahradu a založil část parku u školy. Po roce 1938 byly dobudovány skleníky a pařeniště a upraveny venkovní polní plochy. Od roku 1951 se do školy přijímali i chlapci a škola změnila několikrát název, např.: Mistrovská škola zahradnická, Nástavbové studium pro vyučené zahradníky, a v roce 1969 Vazačsko-aranžérská škola.

## Další informace
- Uvnitř areálu se nachází významná archeologická lokalita, které byla odkryta v roce 2001 při záchranném archeologickém výzkumu.[5][6]